# Dicranota sibirica
Dicranota (Eudicranota) sibirica là một loài ruồi trong họ Pediciidae. Chúng phân bố ở vùng sinh thái Palearctic.